# Максимов Олександр Сергійович
Максимов Олександр Сергійович — доктор педагогічних наук, професор. Народився 16 січня в 1952 році, м. Ковров Володимирської області, Російська Федерація.В 1955 р.  родина переїхала до м. Мелітополя Запорізької області. З 1959 по 1969 роки навчався в школах №№ 9, 6, 4.

## Біографія
З 1969 по 1970 працював токарем на Машинобудівному заводі  імені 23 Жовтня, м.Мелітополь Запорізької області. Має два роки служби в лавах Радянської армії.
Після служби вступив до Мелітопольського державного педагогічного інституту. З 1977 по 1979 працював учителем хімії і біології середньої школи с. Полтавка Гуляйпільського району Запорізької області. В 1979-1980 роках працював вихователем інтернату №1 м. Мелітополя. В 1980 році був прийнятий на посаду учителя хімії вечірньої середної школи №1 м. Мелітополя. З 1983 року працював асистентом кафедри органічної і біологічної хімії в Мелітопольському державному педагогічному інституті.
В 1985 році вступив до аспірантури Ленінградського державного педагогічного університету ім. О.І.Герцена по кафедрі методики викладання хімії, яку успішно завершив із захистом кандидатської дисертації у 1988 р. В цьому ж році був прийнятий на посаду асистента кафедри неорганічної хімії педінституту м. Мелітополя.
З 1989 року працював старшим викладачем кафедри, а потім доцентом. В 1993 році вступив до докторантури в лабораторію хімічної і біологічної освіти  Науково-дослідного інституту педагогіки НАПН України, м.Київ. В 1996 році успішно захистив докторську дисертацію на тему "Формування технічного мислення школярів у процесі навчання природничих предметів" за спеціальністю 13.00.01 - загальна педагогіка та історія педагогіки.
З 1996 року працює завідувачем кафедри неорганічної хімії та хімічної освіти в Мелітопольському державному педагогічному університеті імені Богдана Хмельницького, м.Мелітополь. О.С.Максимов є автором понад 200 наукових та навчально-методичних  публікацій.

## Основні публікації
- Формування технічного мислення школярів у процесі навчання природничих предметів (монографія) - Макіївка: Спектр, 1995. - 231 с.
- Химия и научно-технический прогресс : Кн. для учащихся. - М.: Просвещение, 1988. - 175 с.(у співавторстві).
- Вчимося мислити (Формування технічного мислення учнів на матеріалі природничих предметів) // Рідна шк. - 1997. - №1 (806). - С. 33-48.
- Методика викладання хімії. Практикум: Навчальний посібник для студентів вищих пед. навч. закладів. – К. : Вища школа, 2004. – 167 с.
- Модернізаці педагогічної освіти області в контексті Болонського процесу. Монографія:  Вища педагогічна освіта і наука України...Запорізька обл., 2009. - С. 395-412.
- Методика викладання хімії у вищих навчальних закладах: Підруч. для студентів хім. спеціальностей. - Мелітополь: ФОП Однорог Т.В., 2014. - 111 с.
- Основи формування понять ужиткової хімії /Педагогічна інноватика: досвід та перспективи НУШ (кол.  монографія)(у співавторстві), Мелітополь, 2019. - С. 162-168.
- Методика формування пропедевтичних знань з хімії в учнів початкової школи в умовах сучасної освітньої реформи / Педагогічна інноватика: досвід та перспективи НУШ (кол. монографія) (у співавторстві), Мелітополь, 2019. - С.168-172
- Історія хімії: Підруч. для студентів хім. спеціальностей ВНЗ / О. Максимов, Т. Шевчук -Мелітополь: ФОП Однорог Т.В., 2020.- 302 с.
- Розвиток технічного мислення учнів засобами предметів природничого циклу / Особливості соціально-гуманітарного розвитку суспільства: кол. монографія. (у співавторстві), Харків:-2021. - С. 6-16.
- Факультативне заняття з хімії про здорове харчування для учнів 5-6 класів / Актуальні питання сучасного розвитку соціально-гуманітарної сфери: кол. монографія. (у співавторстві), Харків: СГ НТМ "Новий курс", 2022.-С.39-49

## Нагороди
- Почесний знак «Відмінник освіти України» (2000)
- Грамота Верховної Ради України (2003)
- Почесний знак «За наукові досягнення» (2008)